# Mia Linz
Ariane Moreno, conhecida pelo pseudônimo de Mia Linz (São Paulo, 18 de fevereiro de 1992) é uma ex-pornstar, camgirl e empresária brasileira, conhecida pela sua rápida ascensão na indústria de entretenimento adulto no Brasil e no exterior.

## Biografia
Filha mais velha de um casal portador de deficiência auditiva, Ariane era casada quando entrou para o ramo pornográfico. Estava junto de seu marido há oito anos e, em busca de estímulos para recuperar o desejo perdido, resolveram viver um "relacionamento aberto". Na ocasião, tornaram-se frequentadores de clubes de swing.
Entrou para a indústria de filmes pornográficos em agosto de 2017 através do reality show "A Casa das Brasileirinhas", da famosa produtora Brasileirinhas, vencendo o reality show em sua primeira participação.
Sua fama veio em 2018, gravando com as principais produtoras do seu país, principalmente para o canal Sexy Hot, em super produções financiadas pelo próprio canal. A atriz se tornou a mais requisitada ao longo do ano pelo público, e, ainda no mesmo ano foi convidada para gravar na Cidade do México com as produtoras Axxxteca, mexican MF e o grande site americano Bang Bros e logo depois foi para Budapeste, na Hungria, e para Praga, na República Tcheca, onde gravou para a produtora LP (uma das maiores produtora de filmes adultos da Europa). Em seguida começou a investir em trabalhos fora do Brasil.
Em 2018, Mia Linz foi contemplada com varias prêmios, entre eles o primeiro lugar do "Garota Hardbrazil", organizado pelo diretor e produtor brasileiro Fabio Silva (Binho), levou também o "Prêmio Sexy Hot" na categoria (Melhor cena de fetiche), foi primeiro lugar pelo voto popular como "Atriz destaque do ano" através do site "Testosterona" e "Melhor atriz brasileira 2018" pelos leitores do site "Sweetlicious".
Como camgirl Mia Linz foi tema de programas de TV como Superpop, apresentado por Luciana Gimenez e do programa "Documento Verdade" ambos da Rede Tv.
No final de 2018, com pouco mais de 1 ano no mercado adulto, Mia Linz já era atriz brasileira mais procurada do mundo no site Pornhub, ficando atrás apenas das atrizes Gina Valentina e Mônica Santhiago.
Meteórica, a carreira de Mia foi do final de 2017 ao de 2019. Apesar da extensa videografia, Mia Linz calcula ter interagido com no máximo 30 homens.
Em 2021, lança sua autobiografia chamada "Eu Sou Uma Mulher Livre".

## Vida pessoal
Fluente em Libras e ex-empresária no ramo de gráfica, restaurantes e casas de shows, Mia Linz relata em seu blog pessoal tudo o que aconteceu antes e depois da sua entrada no mercado pornográfico assim como suas experiências profissional e pessoal.
Mia foi casada durante dez anos.

## Prêmios e Indicações
| Ano  | Prêmio                                | Resultado | Categoria               | fonte  |
| ---- | ------------------------------------- | --------- | ----------------------- | ------ |
| 2017 | Miss Brasileirinhas                   | Venceu    | Mês de agosto           | [ 20 ] |
| 2018 | Prêmio Garota Hardbrazil              | 1° Lugar  | Atriz destaque          | [ 11 ] |
| 2018 | Prêmio Sexy Hot                       | Venceu    | Melhor cena de fetiche  | [ 3 ]  |
| 2018 | Prêmio "Testosterona" melhores do ano | 1° Lugar  | Atriz Pornô do Ano      | [ 7 ]  |
| 2018 | 3º Prêmio Sweetlicious de Pornografia | 1° Lugar  | Melhor atriz brasileira | [ 12 ] |